# ادواردو کوبلز
ادواردو کوبلز (انگلیسی: Eduardo Cubells; ۱۷ ژانویهٔ ۱۹۰۰ – ۱۳ مارس ۱۹۶۴) بازیکن فوتبال اهل اسپانیا بود.
از باشگاه‌هایی که در آن بازی کرده‌است می‌توان به باشگاه فوتبال سویا و باشگاه فوتبال والنسیا اشاره کرد.
وی همچنین در تیم ملی فوتبال اسپانیا بازی کرده‌است.